# Нонод

Пример включения нонода в качестве квадратурного частотного дискриминатора

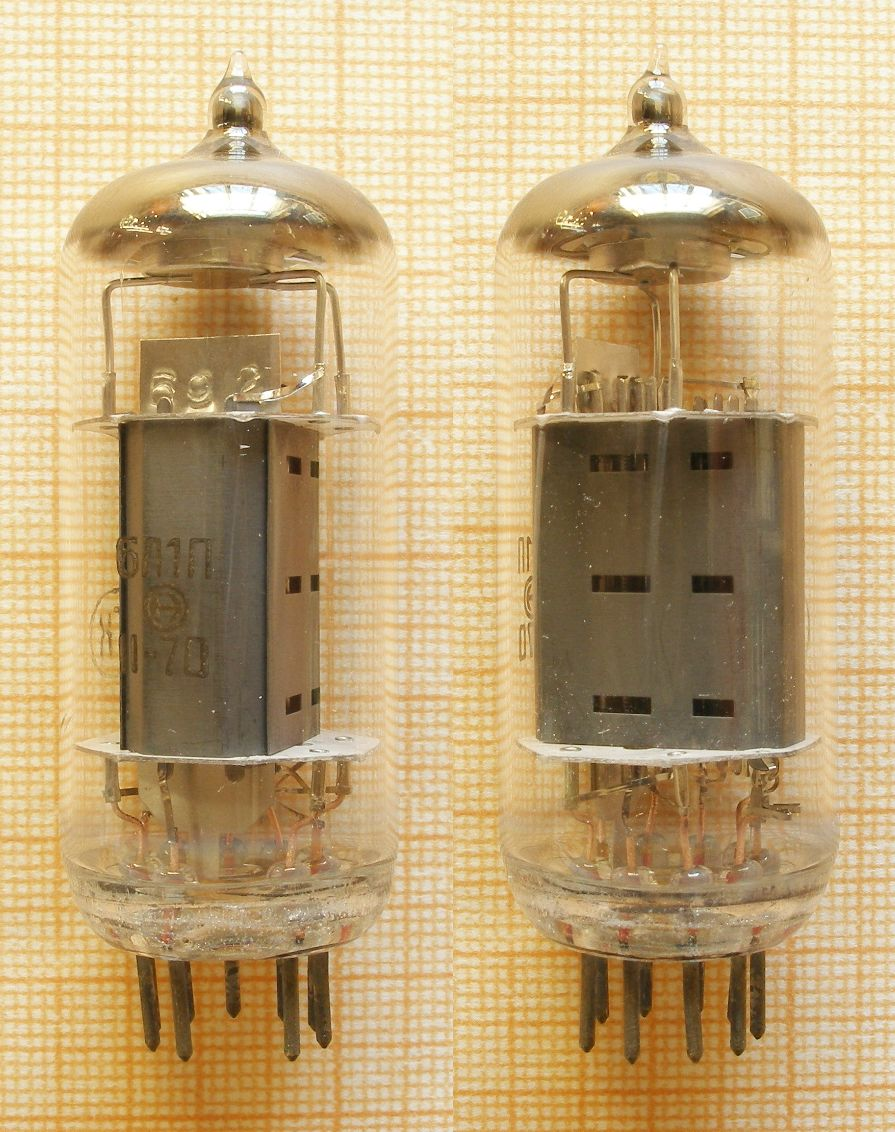
Нонод типа 6Л1П производства СССР

Ноно́д (другие названия - эннео́д, гептагри́д) — электронная лампа с девятью электродами — анодом, катодом, и семью сетками.
Подобные лампы создавались для использования в некоторых устройствах с целью уменьшить количество электровакуумных ламп в устройстве.
Так, один из нонодов, выпускаемых в СССР — 6Л1П обладал специфической разрывно-гистерезисной анодной вольт-амперной характеристикой и предназначался для работы в качестве нелинейного элемента в быстродействующих амплитудных дискриминаторах, двоичных запоминающих устройствах вычислительных и ключевых схемах, ограничителях, частотных детекторах.
Для традиционных целей — радиоприёма, радиопередачи, усиления сигналов в лампах с таким количеством сеток нет никакой необходимости.

## Электроды нонода 6Л1П
- катод;
- первая сетка;
- первый ускоритель;
- вторая сетка;
- второй ускоритель;
- третья сетка;
- экран;
- фокусирующий электрод;
- анод.

## Другие примеры
Ещё более специфичной является отечественная девятиэлектродная «сеточно-лучевая» лампа типа 6Л2Г, разработанная для специальных электронных схем.
Формально нонодом можно считать «нормальную» приёмно-усилительной лампу EQ-80 (и её 12-вольтовый аналог UQ-80), с тройным управлением и содержащая три управляющие сетки, разделённые тремя экранирующими сетками, соединенными вместе и одну общую антидинатронную сетку (Германия, Siemens, 1950 г.).